# Bellum omnium contra omnes
Bellum omnium contra omnes är ett latinskt uttryck som betyder "allas krig mot alla", är det av Thomas Hobbes beskrivna mellanmänskliga naturtillståndet, vilket han skriver om i verken De Cive från 1642 och Leviathan från 1651.